# Коропський регіональний історико-археологічний музей
Коропський регіональний історико-археологічний музей — регіональний історико-археологічний музей у районному центрі смт Коропі на Чернігівщині; зібрання матеріалів, зокрема археологічних артефактів, старожитностей, предметів традиційного побуту, що висвітлює минуле Коропського краю.   

## Загальні дані
Коропський регіональний історико-археологічний музей міститься у приміщенні Феодосіївської церкви (1881), що є зразком культурної архітектури кінця XIX століття, за адресою: 
вул. Вознесенська, буд. 2, смт Короп—16200 (Чернігівська область, Україна).
Директор музейного закладу — Губський Олександр Федорович.
Графік роботи музею: з 9.00 – до 18.00; вихідні дні: субота та неділя.

## Фонди та експозиція
У Коропському регіональному історико-археологічному музеї зберігається понад 7 тисяч експонатів. Експозиція музейого закладу розповідає відвідувачам про багатовікову історію Коропщини.
Значну цінність становлять археологічна, геологічна та етнографічна колекції. В експозиції музею можна побачити унікальні знахідки з Мезинської та Бужанської палеолітичних стоянок, зокрема кістки та зуби мамонта, знайдених на глибині 35 см, діораму Радичівського городища часів Київської Русі, зразки традиційного одягу та рушників. У музеї також широко представлені зразки керамічного посуду та кахель з Коропщини, яка була відома як один з провідних осередків гончарства та кахлярства.

## Виноски
1. ↑  https://esu.com.ua/search_articles.php?id=5157
2. ↑  Коропський регіональний історико-археологічний музей. Опис та фото музею на Туристично-інформаційному порталі "Чернігів для туриста"
3. ↑  Музеї // Чернігівська область[недоступне посилання] на Вебсайт Міністерство культури і туризму України [Архівовано 2011-10-21 у Wayback Machine.]